# Rhaphuma lubricula
Rhaphuma lubricula là một loài bọ cánh cứng trong họ Cerambycidae.